# Nkechi Agwu
Pour les articles homonymes, voir Agwu.
Nkechi Madonna Adeleine Agwu, née le 8 octobre 1962 à Enugu, est une mathématicienne et historienne des mathématiques nigériane et américaine. Elle est professeure de mathématiques au Borough of Manhattan Community College (en) de l'université de la ville de New York, et a été directrice du Center for Excellence in Teaching, Learning and Scholarship du college.

## Biographie
Nkechi Agwu est la fille de deux enseignants, Jacob Ukeje Agwu, économiste nigérian et Europa Lauretta Durosimi Wilson, professeure de mathématique originaire de Sierra Leone. Sa famille doit s'exiler pour des raisons politiques pendant la guerre civile nigériane, et séjourne d'abord dans un camp de réfugiés en Guinée équatoriale, puis au Liberia et en Sierra Leone. Sa famille rentre au Nigéria après la guerre en 1970, tandis qu'elle-même reste à Freetown, en Sierra Leone. Elle est élève à l'école primaire de Fourah Bay College et puis à l'école Annie Walsh Memorial.
Elle rentre au Nigéria en 1980 et s'inscrit à l'université du Nigeria à Nsukka, où elle obtient un diplôme de mathématiques avec une mention en 1984. Elle travaille comme statisticienne du gouvernement et comme professeure à l'école polytechnique de Kaduna (en), puis, sur la recommandation de deux de ses professeurs d'université, James O. C. Ezeilo (en) et Isabelle Adjaero, elle poursuit ses études à l'université du Connecticut en 1987 et y obtient une maîtrise en mathématiques en 1989. Elle prépare un doctorat en enseignement des mathématiques à l'université de Syracuse et soutient en 1995 une thèse intitulée Using a Computer Laboratory Setting to Teach College Calculus, supervisée par Howard Cornelius Johnson,. Elle suit également un cursus en études de genre et une éducation multiculturelle, et elle est élue présidente de l'Union des étudiants africains et de l'Association des étudiants internationaux.

## Carrière et contributions
De 1997 à 2002, elle se spécialise en histoire des mathématiques et rédige plusieurs biographies de mathématiciens et scientifiques africains et afro-Américains.
Nkechi Agwu est professeure au Borough of Manhattan Community College (en), collège membre de l'université de la Ville de New York, où elle coordonne le Teaching and Learning Center,.
En 2009, elle est élue présidente de la section de New York de l'Association américaine des femmes diplômées des universités, avec pour objectif d'encourager les filles et les femmes dans les domaines des STIM (science, technologie, ingénierie et mathématiques) et d'améliorer la santé dans les communautés minoritaires,. En 2014, elle fait un séjour d'étude au Nigeria grâce à une bourse Carnegie Africa Diaspora,.
Nkechi Agwu s'intéresse pour les ethnomathématiques en lien avec la nécessité de prévoir un enseignement en écriture aux étudiants du cursus de mathématiques discrètes,. Elle emploie la narrativité pour permettre aux étudiants de mieux se rapporter au matériel et propose dans ce cadre l'examen de la structure mathématique des poupées Ndebele (en), des textiles africains et du jeu de Mancala,.